# Pterobryon frondosum
Pterobryon frondosum là một loài rêu trong họ Pterobryaceae. Loài này được (Mitt.) Broth. mô tả khoa học đầu tiên năm 1899.